# 한아름도서관
한아름도서관은 경기도 수원시 팔달구 인계동 소재의 도서관이다.

## 이용 안내
이용 시간
휴관일
- 매주 월요일
- 1월 1일
- 설 연휴
- 추석 연휴